# Hotel Adriatiku

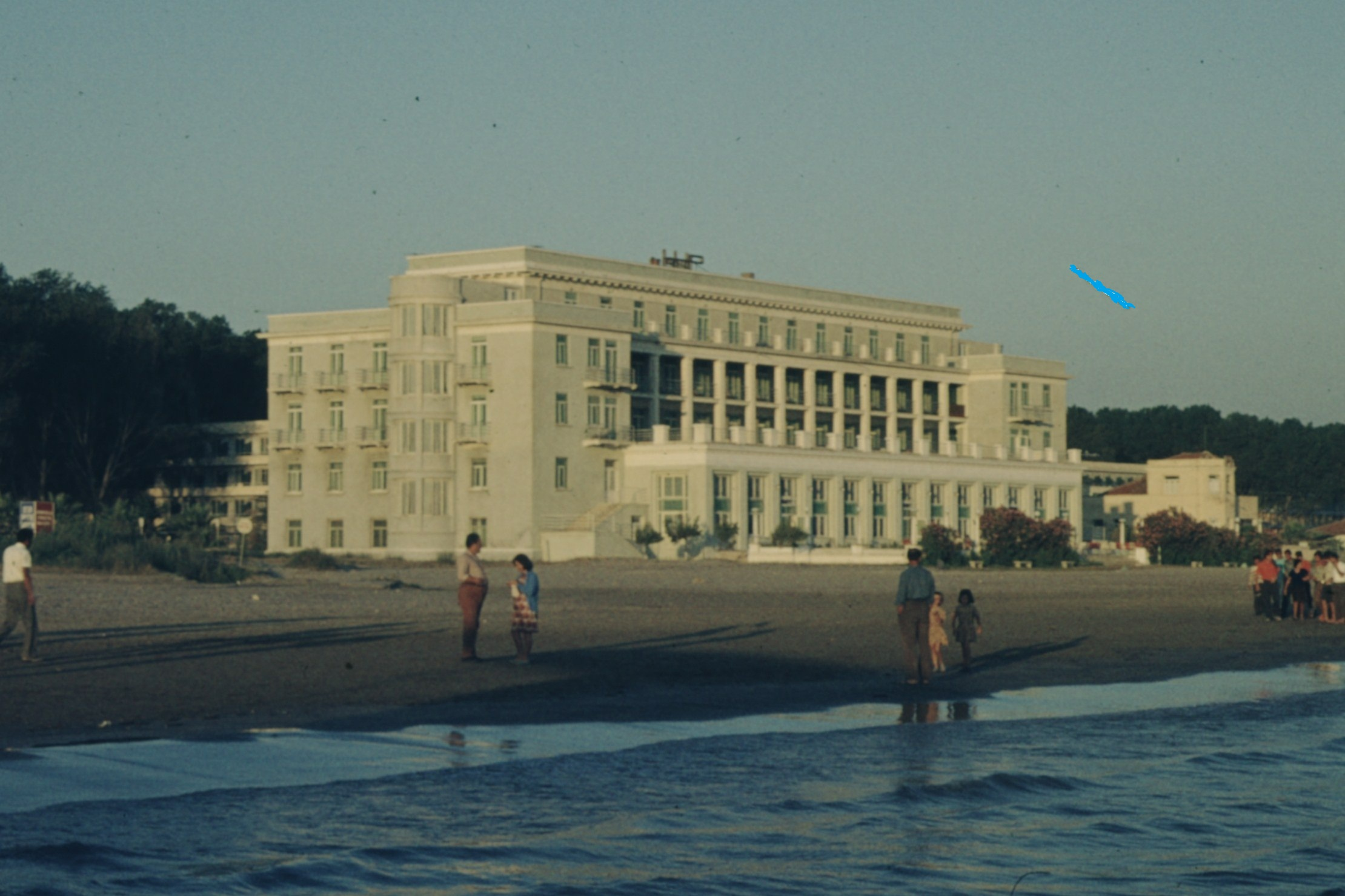
Pohled na hotel v 70. letech 20. století

Hotel Adriatiku se nachází v albánském městě Drač při pobřeží Jaderského moře. Stojí na třídě Rruga Pavarësia. V současné době nese název Luxury Adriatik Hotel & SPA.
Nejspíše byl vybudován během vřelých vztahů mezi Albánií a Sovětským svazem v 50. letech 20. století. Poprvé byl v západním tisku zmiňován v roce 1963 v článku novináře Jamese Camerona. Hotel, který v dobách socialistické Albánie patřil k jedněm z mála na albánském pobřeží, obsluhoval především prominentní hosty.[zdroj?]
V roce 2003 byl komplexně renovován, přibyl bazén a další služby. Zatímco do roku 1991 byl obklopen víceméně volnou krajinou, v současné době je integrální součástí dlouhé řady hotelů na pobřeží Jaderského moře jižně od centra Drače. Kromě několika desítek pokojů hotel disponuje i knihovnou, čtyřmi konferenčními sály a dvěma restauracemi.